# Talla (medida)
La talla (en algunos países, talle) es una medida convencional usada para indicar el tamaño relativo de las prendas de vestir o del calzado. Existe una Norma UNE-EN 13402-1-2-3, Designación de Tallas para Tejidos. Asimismo, para los zapatos existe una Norma UNE 59850:1998, Calzados: Designación de tallas. Características fundamentales del sistema continental.